# Ernest Moniz
Pour les articles homonymes, voir Moniz.
Ernest Moniz, né le 22 décembre 1944 à Fall River (Massachusetts), est un physicien et homme politique américain membre du Parti démocrate.

## Biographie
Chercheur au Massachusetts Institute of Technology (MIT) à partir de 1973 et notamment directeur du département de physique de 1991 à 1995, il est conseiller scientifique à la Maison-Blanche entre 1995 et 1997 puis sous-secrétaire à l'Énergie chargé de l'environnement entre 1997 et 2001 dans l'administration Clinton. Il devient secrétaire à l'Énergie en 2013 dans l'administration du président Barack Obama, et quitte son poste à la fin de la présidence de ce dernier.

## Distinctions
- Grand-croix de l'ordre de l'Infant Dom Henri